# 飓风帕特里夏的气象历史
飓风帕特里夏（英語：Hurricane Patricia）是有纪录以来西半球气压最低的热带气旋，也是全球范围内气压第二低的热带气旋，风暴达到的一分钟最大持续风速同样创下了新纪录。系统源自2015年10月中旬特万特佩克湾的大规模扰动天气，于10月20日首度归类成热带低气压。气旋起初发展缓慢，成为热带气旋当天仅有小幅强化。接下来系统增强成热带风暴并获名“帕特里夏”，成为2015年太平洋颶風季第24场获命名的风暴。10月22日，气旋因外界环境极为有利而进入爆发性增强期。发展出层次分明的风眼，帕特里夏仅用24小时就从热带风暴增强成萨菲尔-辛普森飓风等级下最高级别的五级飓风，速度之快接近历史最高纪录，同時也是2015年唯一一個五级飓風。气象机构对风暴强化过程的预测成效不佳，无论预测模型还是气象学家，在预测帕特里夏发展期间的误差幅度都创下新纪录。
10月23日，飓风猎人侦察机两次测得飓风的风力时速达到335公里，最低气压879毫巴（百帕，25.96英寸汞柱）。美国国家飓风中心认为风暴是在这两次观测之间达到最高强度，估计帕特里夏的最高强度为风力时速345公里，最低气压872毫巴（百帕，25.75英寸汞柱），帕特里夏至此成为有纪录以来除1979年的台风泰培外全球最强烈的热带气旋。受其极高强度的影响，飓风名称“帕特里夏”于2016年4月除名，今后永远都不会再在东太平洋热带气旋命名时采用。2015年10月23日晚，正快速减弱的帕特里夏从墨西哥哈利斯科州奎克斯马拉附近登陆。虽然已有大幅弱化，但飓风登陆时的风速估计仍然高达每小时240公里，比历史上絕大多數登陆墨西哥太平洋海岸的风暴都要强。受该国山区地形影响，气旋的弱化速度比之前爆发性增强的速度还快，进入陆地上空不足24小时后就已退化成热带低气压，并且很快就于10月24日晚完全消散。

## 源起

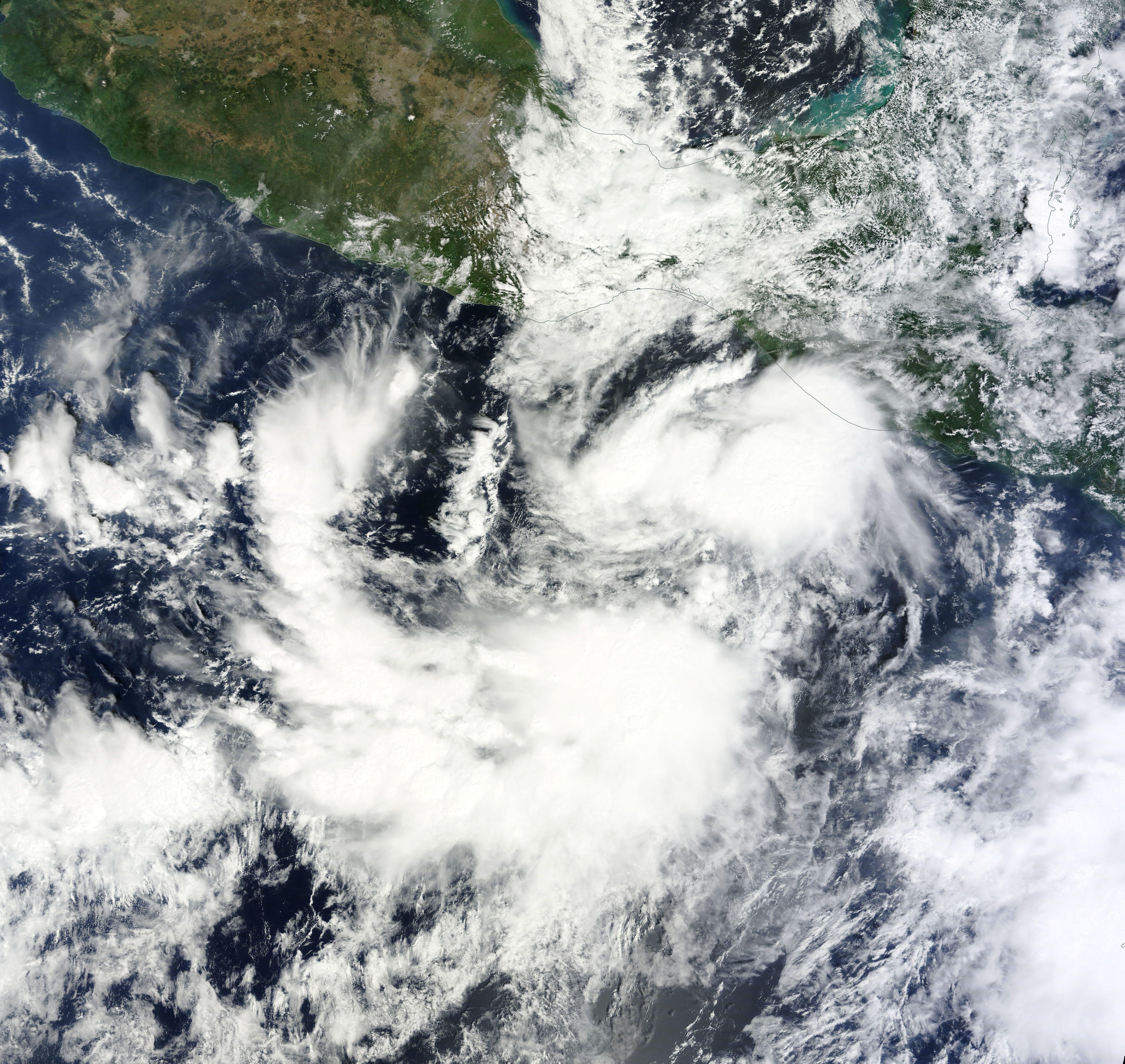
10月20日，尚处热带低气压阶段的帕特里夏

2015年10月11日，一片扰动天气区经中美洲进入东太平洋。接下来几天里，系统缓慢移动，逐渐组织成中美洲环流（大规模的季风式环流）。在此期间，有东风波穿越加勒比海，于10月15日抵达中美洲，两个系统于次日在特万特佩克湾附近融合。中美洲环流西侧的台宛太白风和冷锋后方的反气旋气流相互影响，令系统的涡量增强，并在10月17日催生出细长的低气压区。系统规模非常庞大，覆盖范围从尤卡坦半岛向东太平洋延伸数百英里之多。系统关联有巨大但杂乱无章的对流区，并且规模当天还在继续扩大。此外，强烈的马登－朱利安振荡（这种气候格局通常伴随着热带天气活动增长）也可能令系统所在洋面的外部环境变得更有利于进一步发展。
10月18日，系统在特万特佩克湾南部行进期间逐渐聚拢，发展出规模较小但层次分明的环流，关联的对流也逐渐向中心靠拢。不久后，系统受到另一阵台宛太白风的冲击，发展成热带低气压的时间因此延迟。低气压很快转移到系统东北部，同有助系统发展的台宛太白风东侧对齐。10月20日清晨，大范围的气旋式环流内形成层次分明的小规模环流。随着深层对流逐渐增长，美国国家飓风中心估计系统于协调世界时早上6点在墨西哥瓦哈卡州萨利纳克鲁斯（Salina Cruz）东南偏南方向约335公里海域组织成第二十号热带低气压。

## 急剧强化

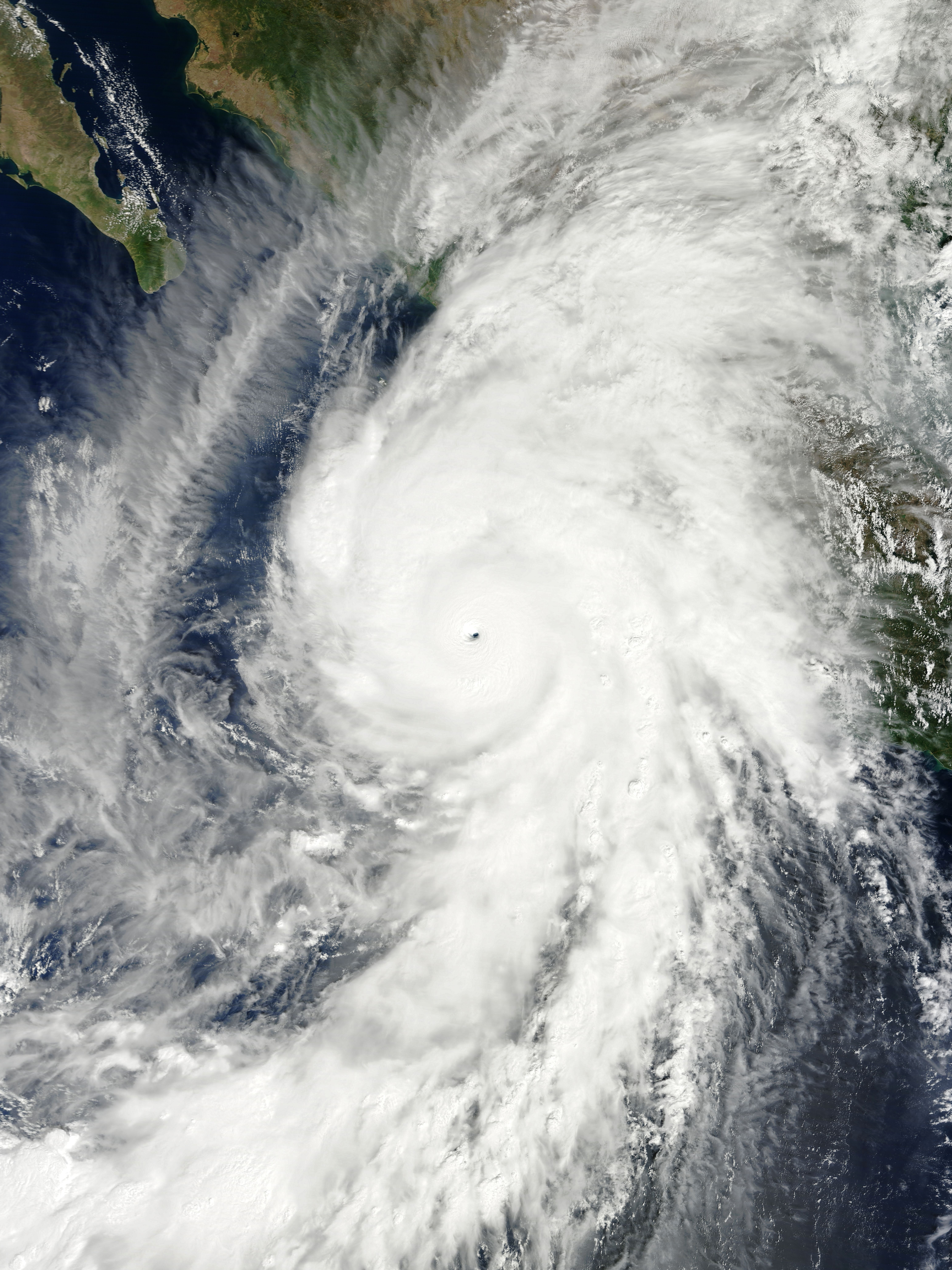
10月23日，达到最高强度后不久的飓风帕特里夏。

受北侧的中层高压脊和持续不断的台宛太白风影响，刚刚成型的热带低气压在10月20日当天缓慢朝西南偏西方向移动，并因外界环境倾向有利而稳步增强。10月21日，气旋达到热带风暴强度，美国国家飓风中心因此用“帕特里夏”（Patricia）为其命名。10月21日的绝大部分时间里，风暴行经洋面的空气都更加干燥和稳定，水温也比较低，这些因素都不利于热带气旋强化。帕特里夏接下来有大幅消退，带状特征逐渐消散，下层环流也变得模糊不清。当天夜间，所有阻碍气旋发展的因素都已消失，帕特里夏上空随即出现对流大爆发，形成中心密集雲團。在此期间，风暴开始加速向西北偏西方向前进。
由于外界环境中的风切变很少，海面温度异常之高（达到30.5至31°C），空气湿度也很高，这样的条件对于热带气旋发展非常有利。10月21日晚，风暴强度开始呈现戏剧性增长，并且一直持续到10月23日。10月22日凌晨0点刚过，帕特里夏就在墨西哥阿卡普尔科以南约370公里洋面达到萨菲尔-辛普森飓风等级下的一级飓风标准，不但有显著的深層對流和层次分明的带状特征，还在逐渐发展出风眼。接下来12小时里，由强烈对流组成的圆环中央形成非常清晰的风眼，其直径约为19公里，飓风顶端云层的温度也降至零下80到90°C，美国国家飓风中心称风暴此时的结构几乎完全对称。飓风猎人侦察机测得的数据表明，气旋在下午18点时已经达到四级飓风强度，估计此时其持续风速为每小时215公里，中心气压已降至957毫巴（百帕，28.26英寸汞柱）。

### 预测误差
| 预报强度的对应时段 | 差距 | 差距 | 差距  | 2010至2014年的平均误差 | 2010至2014年的平均误差 | 2010至2014年的平均误差 |
| 预报强度的对应时段 | kt   | mph  | km/h  | kt                     | mph                    | km/h                   |
| ------------------ | ---- | ---- | ----- | ---------------------- | ---------------------- | ---------------------- |
| 12小时             | 22.7 | 26.1 | 42.0  | 5.9                    | 6.8                    | 10.9                   |
| 24小时             | 35.0 | 40.3 | 64.8  | 9.8                    | 11.3                   | 18.1                   |
| 36小时             | 47.7 | 58.9 | 88.3  | 12.5                   | 14.4                   | 23.2                   |
| 48小时             | 57.8 | 66.5 | 107.0 | 14.0                   | 16.1                   | 25.9                   |
| 72小时             | 55.0 | 63.3 | 101.9 | 15.5                   | 17.8                   | 28.7                   |
| 96小时             | 25.0 | 28.8 | 46.3  | 16.3                   | 18.8                   | 30.2                   |

虽然气象机构准确预计帕特里夏会快速增强，但对其实际强度和增强速度的预测却同实际情况相差甚远。早在气旋尚处热带低气压阶段时，美国国家飓风中心的多位气象学家就在针对系统的首份公告中指出系统有快速增强的可能，称阻碍其强化趋势的唯一因素仅在于风暴的内层核心会如何组织成型。但由于出现技术失误，美国国家飓风中心未能在帕特里夏进入爆发性增强期前启用飓风强度统计预测方案。这很可能导致该机构的预测误差进一步增大。气象部门对这场风暴强度的预测一直趋于保守，直到帕特里夏已进入爆发性增强期后才开始明确显示出戏剧性的强化趋势。
10月22日凌晨3点，美国国家飓风中心预计气旋会在36小时内达到大型飓风强度，但帕特里夏实际上在不到15小时后就已超越其预测峰值。该机构起初也没有预料到风暴会成为五级飓风，等到发布公告宣布帕特里夏会增强至五级标准时，气旋实际上已经达到五级强度。不过，美国国家飓风中心曾在飓风达到五级强度前不久发布中间级公告，称“帕特里夏可能会在深夜成为五级飓风”。这种预测误差偏大的趋势还在飓风爆发性增强期间持续，导致美国国家飓风中心在包括48小时预报在内的多种预测上误差幅度居高不下，甚至创下该机构1988年接手东太平洋热带气旋预警职责以来准确度最低的预报纪录。所有的计算机预测模型都出现严重错误，其中绝大多数比美国国家飓风中心的正式预测还要离谱。没有任何模型准确预报风暴的增强幅度和速度，其中又以欧洲中期天气预报中心的模型的平均误差幅度最大，48小时预报的风速差距高达每小时158.5公里。

## 最高强度

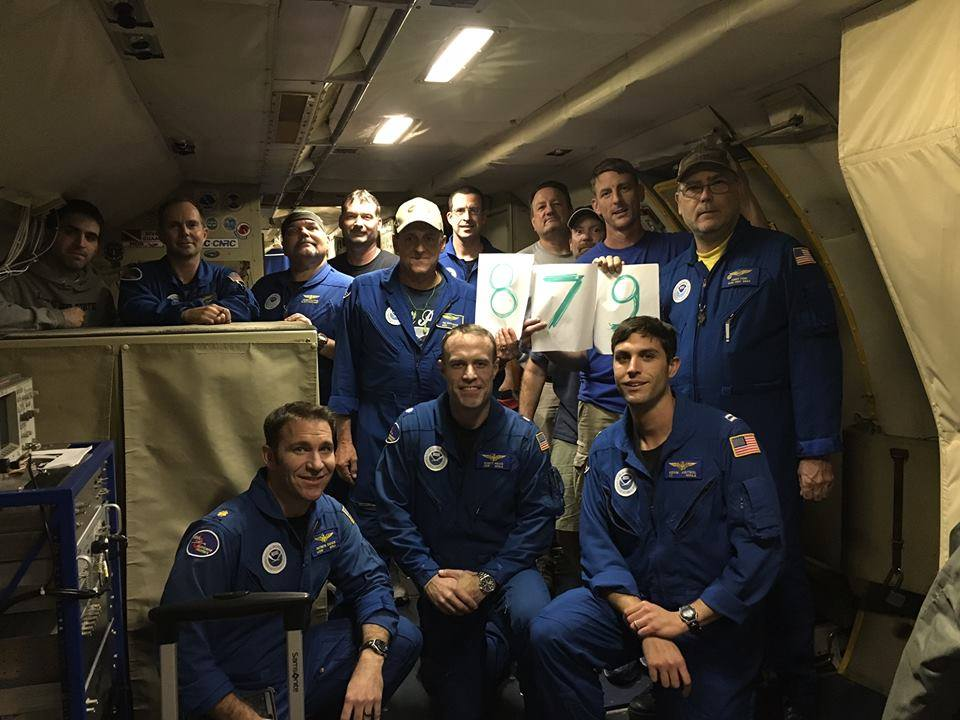
美国国家海洋和大气管理局飓风猎人侦察机队第43号机的机组人员庆祝他们在10月23日最后一次飞入飓风帕特里夏时测得879毫巴（百帕，25.96英寸汞柱）的气压值。

10月22日深夜至23日凌晨，气旋因抵达中层高压脊的西部边缘而转向西北，前进速度也相应放缓。飓风的快速增强趋势持续到10月23日，凌晨0点时就已达到五级飓风标准，估计此时其风速为每小时280公里。对流温度还在进一步下降，截至凌晨3点，直径13公里的风眼周围环绕的顶层云系温度已降至零下90°C以下。前后24小时间，帕特里夏的持续风力时速升幅达195公里，中心气压降幅95毫巴（百帕，2.81英寸汞柱）。早上6点左右，美国空军预备役侦察机在飞行高度层测得的风速为每小时356公里，同时机上的步进频率微波辐射计还测得每小时340公里的海面风速。此外，这架侦察机于早上6点45分左右向风暴投放的最后一个投落送所测数据表明帕特里夏此时的中心气压仅有879毫巴（百帕，25.96英寸汞柱）。侦察机在此次任务期间三次测量风暴气压，结果表明帕特里夏的气压还在以每小时多於7毫巴（百帕，0.21英寸汞柱）的速度下降，飞机离开后，飓风仍在急剧发展。另外，此次侦察任务获得的数据还表明风暴的气压梯度极大，达到每海里24毫巴（百帕，0.71英寸汞柱），是有纪录以来最大的气压梯度之一。
从卫星图像上看，飓风帕特里夏的层次组织还在继续改善，变得越来越清晰，美国国家飓风中心认为气旋于10月23日中午12点左右在墨西哥曼萨尼约西南方向约240公里海域达到最高强度。估计此时其最大持续风速达每小时345公里，中心气压872毫巴（百帕，25.75英寸汞柱），帕特里夏由此成为有纪录以来强度第二高的热带气旋，仅次于1979年的台风泰培。从这天早上侦察机所测数据来看，这场飓风的最低气压有可能低于泰培创下的870毫巴纪录，但由于缺乏直接观测数据支持，气象机构无法作出确定判断。达到最高强度时，帕特里夏强烈的风暴核心部分直径约为40公里，最大风速半径只有11公里。
接下来六小时里，气旋强度基本保持不变，并在下加利福尼亚半岛上空的短波槽影响下转向东北，前进速度也有提升。下午18点左右，另一架侦察机测得飓风的中心气压为879毫巴（百帕，25.96英寸汞柱）。侦察机当时受到上升和下降气流引发的强烈湍流冲击，机组成员遭遇的最强G力分别为+3.0和-1.5。

## 登陆及消散

UTC10月23日13点15分至23点45分帕特里夏的卫星图像动画。在此期间，飓风在海上以前所未有的速度减弱，但登陆时的持续风速依然高达每小时240公里。

10月23日晚，雷达图像显示气旋内有另一层风眼墙在原有风眼墙外侧形成，表明风暴正进入眼墙置换周期。侦察机在最后一次经过飓风时测得飞行高度层风力时速已下降95公里，并且系统气压还在以每小时8毫巴（百帕，0.24英寸汞柱）的速度回升。进入眼墙置换周期的同时，帕特里夏遭遇的西南向风切变也有增长，导致气旋的消退速度进一步加快。飓风的风眼很快被云层填充，随之而来的是前所未有的弱化趋势。
23点，风暴以风力时速240公里、中心气压估计为932毫巴（百帕，27.49英寸汞柱）的强度从墨西哥曼萨尼约西北偏西方向约85公里的奎克斯马拉（Cuixmala）附近登陆，帕特里夏由此超越1959年的无名飓风和1976年的飓风玛德琳，成为有纪录以来袭击墨西哥太平洋海岸时最强烈的飓风。雖然在實際操作上認為帕特里夏登陸時的風力時速為270公里，氣壓920毫巴（百帕，27.17英寸汞柱），仍屬五級颶風，對現有數據的再次分析表明颶風比原先想像的更迅速地減弱：位于奎克斯马拉的自动气象站测得934.2毫巴（百帕，27.54英寸汞柱）的气压值。哈利斯科州村庄埃米利亚诺·萨帕塔（Emiliano Zapata）一度位于风眼内，当地风暴追逐者在此期间测得937.8毫巴（27.7英寸汞柱）的气压值，这一观测数据说明气旋产生的气压梯度为每海里11毫巴（百帕，0.32英寸汞柱）。
虽然帕特里夏登陆时的气压有多方观测数据对照，但其风速相对而言却不够明朗，每小时240公里这一数值是根据德沃夏克分析法测算出气压回升54毫巴（百帕，1.59英寸汞柱）后推导得出。根据另一公式测算，风暴登陆时的风力时速也可能是237公里。美国国家海洋和大气管理局位于查梅拉－奎克斯马拉生物圈保护区海拔85米位置的自动气象站测得的持续风速为每小时298公里，最大阵风时速更达340公里。这间气象站获取的其它原始数据表明帕特里夏此时的持续风速高达每小时428公里，最强阵风时速1831公里，气象机构认为这些数据太过不切实际，未予采信。由于气象站的位置尚在飓风最大风速半径外，因此其观测结果可信度不高。可靠纪录中地面观测的最高风速是10月23日晚22点30分至23点墨西哥皮斯塔（Pista）测得的每小时158公里，风速计在测得此读数后损坏。

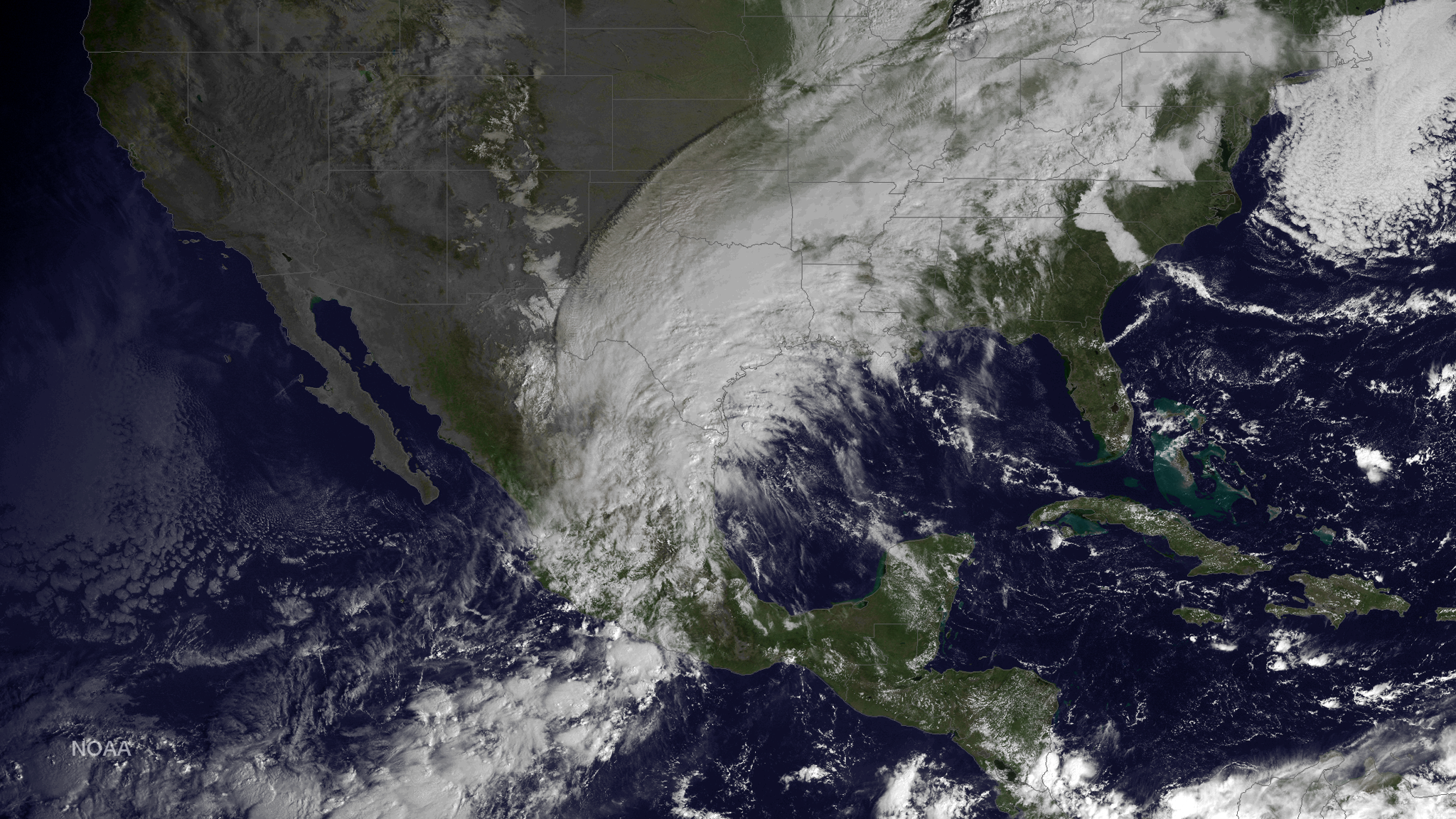
10月24日，飓风帕特里夏消散后不久，其残留和锋面天气系统散布在墨西湾西岸上空。

10月24日，风暴经过西马德雷山脉，减弱速度因此进一步加快，仅登陆数小时后风眼就已从卫星图像上消失。凌晨3点从墨西哥瓜达拉哈拉以西经过时，气旋强度已低于飓风标准。帕特里夏在墨西哥西北部上空的低压槽同墨西哥湾上空的高压脊之间加速深入内陆，对流的层次组织呈现戏剧性消退趋势，下层环流中心和中到上层环流中心很快就相互分离。截至中午12点，气旋已降级成热带低气压，内部有组织的对流已所剩无几，不久后就在墨西哥中部上空消散。受墨西哥的多山地形辅助，帕特里夏的中到上层环流伴随着相当可观的湿气继续向东北飘移，并同墨西哥湾西部上空的冷锋相互影响，在阿肯色州、路易斯安那州、密西西比州和德克萨斯州大范围地区引发洪灾。

## 紀錄
颶風帕特里夏的接近中心最高持續風速為每小時345公里，氣壓為872毫巴（百帕，25.75英寸汞柱），其氣壓僅次於1979年颱風泰培的870毫巴（百帕，25.69英寸汞柱），不但是西半球有紀錄以來的最強的熱帶氣旋，同時亦是全球有紀錄以來第二強的熱帶氣旋。先前西半球氣壓最低的熱帶氣旋為2005年颶風威爾瑪的882毫巴（百帕，26.05英寸汞柱），風速最高的熱帶氣旋為1980年颶風艾倫，其接近中心最高持續風速為每小時305公里；而東北太平洋最強的熱帶氣旋為1997年颶風琳達，其接近中心最高持續風速為每小時295公里，氣壓為902毫巴（百帕，26.64英寸汞柱）。
根據實際觀測及估算，帕特里夏的一分鐘最高持續風速達185節（每小時345公里），打破了2013年颱風海燕、2016年颱風莫蘭蒂及2020年颱風天鵝的170節（每小時315公里）紀錄，成為全球有紀錄以來風速最高的熱帶氣旋。但海燕、莫蘭蒂及天鵝的風速均是透過衛星雲圖及德沃夏克分析法的估算得出，没有實際觀測的數據，因此不適合作直接比較。此外，根據世界氣象組織的紀錄，1961年颱風南施的接近中心最高持續風速同為185節（每小時345公里），但氣象學界普遍認為1940至60年代的西太平洋熱帶氣旋強度有高估之嫌，所以南施的紀錄並不可靠。另外，除龍捲風所產生的風速外，熱帶氣旋所產生的最強陣風紀錄仍然由1996年氣旋奥利維亞所保持，該氣旋一度在西澳大利亞州巴羅島錄得高達每小時407公里的陣風。
帕特里夏的增强速度在有纪录以来人类观测到的所有热带气旋中也属最快之列。从10月22日早上6点到23日早上6点，风暴的最大持续风速从每小时140公里提升到335公里，提升幅度高达195公里，创下新的纪录。飓风这段时间的中心气压降幅有95毫巴（百帕，2.81英寸汞柱），仅次于1983年台风佛瑞特在不足24小时内气压下降100毫巴（百帕，2.95英寸汞柱）的纪录。帕特里夏登陆时的气压为932毫巴（百帕，27.52英寸汞柱），僅次於2023年飓风奥蒂斯的923毫巴（百帕，27.26英寸汞柱）登陆强度纪录。同时，风暴在海上的减弱速度同样刷新旧有纪录，登陆前五小时气压共回升54毫巴（百帕，1.59英寸汞柱）之多。此外，投落送在飓风风眼700毫巴高度测得的气温达32.2°C，比其它任何热带气旋风眼中测得的温度都高。